# Wspólnota administracyjna Großschönau-Hainewalde
Wspólnota administracyjna Großschönau-Hainewalde (niem. Verwaltungsgemeinschaft Großschönau-Hainewalde) – wspólnota administracyjna w Niemczech, w kraju związkowym Saksonia, w okręgu administracyjnym Drezno, w powiecie Görlitz. Siedziba wspólnoty znajduje się w miejscowości Großschönau.
Wspólnota administracyjna zrzesza dwie gminy wiejskie: 
- Großschönau
- Hainewalde